# Chiepetlán
Chiepetlán är en ort i Mexiko.   Den ligger i kommunen Tlapa de Comonfort och delstaten Guerrero, i den sydöstra delen av landet, 200 km söder om huvudstaden Mexico City. Chiepetlán ligger 1 594 meter över havet och antalet invånare är 913.
Terrängen runt Chiepetlán är kuperad, och sluttar österut. Runt Chiepetlán är det ganska tätbefolkat, med 108 invånare per kvadratkilometer. Närmaste större samhälle är Tlapa de Comonfort, 14,2 km sydost om Chiepetlán. I omgivningarna runt Chiepetlán växer huvudsakligen savannskog.